# Limes inferior
Limes inferior (укр. Межа пекла) — роман у жанрі соціальної фантастики авторства Януша Зайделя. Один з найвідоміших творів Зайдела, який демонструє похмуре бачення майбутнього внаслідок злиття двох конкурентних систем на той час — комунізму та капіталізму. На перший погляд вільне суспільство, яке насправді жорстоко контролюється через систему біометричних посвідчень, цензуру ЗМІ та іншими формами контролю.
Опублікований 1982 року у Польщі видавництвом Iskry. Написаний у рамках серії книжок „Пригода-фантастика” (1982, 1987), SuperNOWA (1997, 2007), Aleksandria (2010 р. - аудіокнига), BookRage (2013 р. - електронна книга). Епілог роману написав Мацей Паровський 1989 року.

## Антураж
Дії відбуваються у вигаданому місті Арголанд, де люди поділяються на сім соціальних класів пронумерованих від нуля до шести, і розподіляються в залежності від їх  коефіцієнта інтелекту. 'Нулі' вважаються верхівкою та домінуючим класом. Клас позначає яку роботу може отримати житель та відповідну зарплатню. ("червоні, зелені та жовті пункти)
- Червоні надаються кожному, незалежно від класу чи зайнятості,
- Зелені надаються в залежності від класу,
- Жовті надаються в залежності від місця роботи.

Дорогі та вишукані речі можна купити виключно за жовті пункти, за зелені дещо нищої цінності, а на червоні можна купити виключно речі першої необхідності.
Пункти зберігаються на так званих Ключах — аналогах КПК, що містять у собі: ідентифікаційну та кредитну картку, годинник, калькулятор, посвідчення класу та функцію считування відбитків пальців (що дозволяє використовувати ключ лише його власнику).
Арголанд — це місто-держава, що розташована на березі озера Тибіган. Сільським господарством тут зайняті виключно роботи. Роман натякає на те, що ціле людство живе виключно у таких містах, і покинути його самостійно неможливо (транспорт, яким користуються громадяни Арголанду, перестають працювати поблизу кордону). Подорож між іншими містами можлива, але обмежена і тому не доступна для звичайних верств населення. Тим не менш, люди переважно самі не зацікавлені у тому, щоб полишити своє місто, тому що вони впевненні, що життя в інших містах-державах точно таке ж, як і у їхньому.

## Головні герої
- Снір — важкоатлет нульового класу. Людина, яка цінує життєвий комфорт, хитрий і непрацездатний; згідно з його філософією, відсутність будь-якої роботи є метою у житті кожної людини.
- Карл Прон - маленький атлет, котрого переслідують всілякі нещастя.
- Філіп — клієнт Сніра; після перемоги в лотереї вирішив підвищити свій клас.
- Метт — інтелігентна людина, котрого система оцінювання продовжує класифікувати як шостого.
- Аліція — таємнича жінка, яка під час зустрічі з Сніром каже, що незважаючи на свій низький клас, вона є нулем.